# José Rafael Ojeda Durán
José Rafael Ojeda Durán, né le 3 février 1954 à Xalapa (Veracruz), est un militaire mexicain.
Formé à l'Héroïque école navale militaire, il obtient le grade d'amiral au cours de sa carrière. Il est secrétaire à la Marine, dans le gouvernement López Obrador, de décembre 2018 à septembre 2024,,.